# Bertrand Cervera
 (janvier 2019).
Si vous disposez d'ouvrages ou d'articles de référence ou si vous connaissez des sites web de qualité traitant du thème abordé ici, merci de compléter l'article en donnant les références utiles à sa vérifiabilité et en les liant à la section « Notes et références ».
Bertrand Cervera, originaire de corse et des Alpes maritimes , né le 15 juin 1967 à Bastia, est un violoniste, chef d'orchestre et professeur de musique français.

## Biographie
Bertrand Cervera effectue ses études au Conservatoire de Nice puis au Conservatoire national supérieur de musique et de danse de Paris dans les classes de Suzanne Bistesi, Jean Lenert, Paul Tortelier, Pierre Doukan et Jean Hubeau. Il y obtient ses Premiers Prix de violon et de musique de chambre et suit ensuite l’enseignement de Yehudi Menuhin et du Quatuor Amadeus. 
Parallèlement à des études de musicologie et d’histoire à l’Université de Paris‐Sorbonne, il est lauréat de nombreux concours internationaux comme Londres, Melbourne, Colmar ou Saint-Jean-de-Luz et devient membre fondateur du groupe « Sorties d'Artistes ».
Après deux années passées à l'Orchestre de l'Opéra national de Paris, il devient membre de l’Orchestre national de France où il est nommé violon solo par le maestro Kurt Masur. Au sein de cette formation prestigieuse, il joue dans le monde entier sous la baguette des plus grands chefs d’orchestre, tels Seiji Ozawa, Bernard Haitink, Lorin Maazel, Colin Davis ou Riccardo Muti…
Invité comme soliste, chambriste ou concertmaster dans le monde (particulièrement à l’Orchestre de la BBC de Londres, l'Orchestre philharmonique de New York, l'Orchestre de la Suisse romande, l' Orchestre symphonique de Tenerife ou l'Orchestre symphonique de Madrid...), il poursuit aussi une carrière d’enseignant titulaire au sein du Conservatoire à rayonnement régional de Paris (CRR). 
Il crée le festival Sorru in Musica en Corse en 2004, festival mais aussi académie et lieu de rencontre, projet musical mais aussi social à vocations multiples : La Musique et la Culture pour tous, par tous, en tous lieux et en toutes saisons . La vingt-deuxième édition aura lieu en juillet 2025.
Depuis 2005, il est l’un des solistes du World Orchestra for Peace dirigé par le Maestro Gergeiv.
Chef d’orchestre, il dirige de nombreux concerts et participe à la création de l’Opéra Le Nègre des Lumières du Chevalier de Saint George à l’opéra d’Avignon. Créateur de l’orchestre à géométrie variable « Paris Classik », il élabore une saison de plus d’une centaine de concerts à la Sainte Chapelle de Paris et à la Tour Eiffel.
Sa discographie comporte une cinquantaine de réalisations et son éclectisme le pousse vers d'autres formes de musiques. Il prête son archet entre autres à Stéphane Grappelli, Johnny Hallyday, Charles Aznavour, Charles Trenet, Michel Jonasz, Benjamin Biolay [réf. nécessaire]. De même, compagnon de route de Michel Legrand pendant presque trente ans, il côtoie les plus grandes stars du jazz et de la variété internationale.[réf. nécessaire]
Il est depuis quelques années le partenaire de concerts et de tournées de Richard Galliano, enrichissant à son contact un nouveau répertoire autour des musiques du maestro mais aussi de celles du grand Astor Piazzolla [réf. nécessaire]. De nouveaux projets avec Daniel "Pipi" Piazzolla, le petit fils d'Astor se sont réalisés et sont de nouveau prévus après des tournées triomphales en Amérique du Sud et en Asie.
Une autre de ses passions est le travail de la terre et de la vigne. Titulaire du Bac CGEA option Viti-vinicole (2017), il se lance dans un travail spécifiquement biodynamique de la vigne sur son île de Corse, aidé en cela par le vigneron révolutionnaire Jean-Charles Abbatucci.Le nom de son domaine situé exactement sur la commune de Cogjha face aux embruns de la Méditerranée est Mare Sulana.
Créateur d'une société de production, Lé&Ma Prod, il s'investit dans de nouveaux projets autour du spectacle vivant et audiovisuel. Programmes courts autour de la Musique ("Pas si classique") , captations de concerts et documentaires..
Il est chevalier des Arts et Lettres.[réf. nécessaire]